# Laton Liwo
Laton Liwo is een bestuurslaag in het regentschap Flores Timur van de provincie Oost-Nusa Tenggara, Indonesië. Laton Liwo telt 770 inwoners (volkstelling 2010).